# Čežarji
Čežarji so naselje v Slovenski Istri  , ki upravno spada pod Mestno občino Koper. 
Ime kraja je povezano z Sveti Čežarji. 